# Casa de cerveza
| W22 |

| W22 |

En el Antiguo Egipto se llamaba casa de cerveza a las tabernas, donde se fabricaba y consumía. A menudo, actuaban también como burdel porque las camareras podían también trabajar como prostitutas. Se bebía cerveza en cualquier circunstancia, en el campo, en los barcos, en las recepciones y, por supuesto, en la taberna. Dado que en estas tabernas eran habituales los soldados, terminó asociándose el nombre casa de cerveza con casa de mala reputación, por la asistencia a ella de prostitutas profesionales en busca de clientes. Ptahhotep en sus Instrucciones indicaba qué comportamiento se debía seguir en la casa de cerveza:
No te sientes en una cervecería para juntarte con otro mayor a ti, tanto si es joven pero grande por su cargo, como si es anciano por su nacimiento".
La cerveza, Heneqet, la tomaba tanto el faraón como el campesino o el artesano, y su consumo tenía dos vertientes: como alimento y sus aplicaciones medicinales. Desde tiempos de Keops era obligatorio facilitar cerveza a los obreros, incluso a los esclavos. Pero en Egipto se condenaba cualquier exceso, y el castigo al artesano que abandonaba su trabajo para ir a la casa de cerveza era severo. A algunos escribas se les acusaba de ir de taberna en taberna. 
Los egipcios fueron los primeros en fabricarla industrialmente.
Heródoto narra que la cerveza era la bebida egipcia por excelencia, un don de Osiris que alimentaba, refrescaba y sanaba. También cuenta que en la base de la Gran pirámide de Guizá había una inscripción con el detalle de la alimentación de los obreros, en la que se incluía la cerveza.

## Fabricación de la cerveza

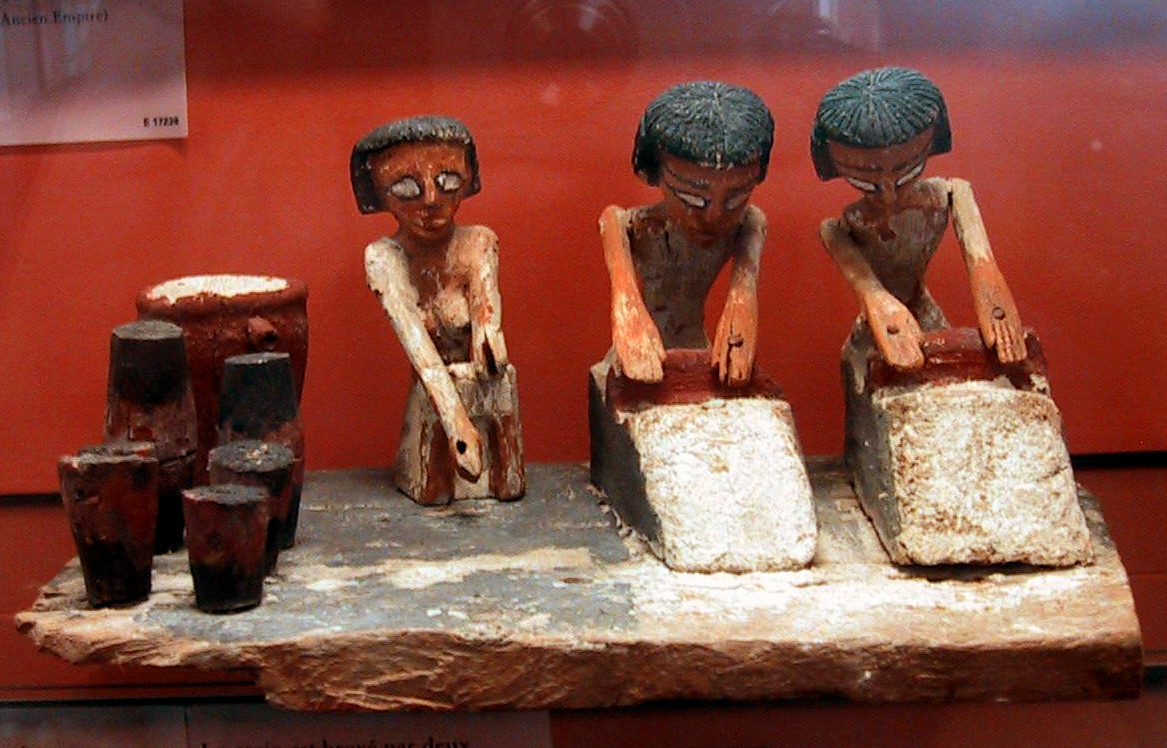
Moliendo grano. A la izquierda, la jarra y vasos para la cerveza.

Se elaboraba fermentando cebada y dátiles, cuya azúcar aseguraba dicha fermentación. Tras moler el grano y amasarlo con agua, el cervecero y sus ayudantes colocaban la pasta en moldes calientes y los introducían en un horno idéntico al del panadero, en una operación que requería mucho cuidado, ya que la pasta (hecha con trigo o cebada) solo debía estar allí el tiempo de hacer dorar la corteza, el interior debía permanecer crudo. Los panes así hechos se desmigaban en una gran cuba llena con un líquido azucarado preparado con agua y dátiles. Un cervecero entraba en la cuba y pisaba la preparación hasta que la mezcla fuese homogénea. Unos días después, cuando había fermentado, el contenido se transfería a unas grandes jarras a través de un colador que retuviese los trozos de pan, que se prensaban para extraer el preciado líquido.
La cerveza se mantiene bastante bien, los egipcios la guardaban en ánforas cerradas con un tapón hecho de paja y arcilla húmeda o con una pequeña placa y un poco de yeso. A continuación el cervecero ponía una señal distintiva que indicaba el lugar y la fecha de fabricación. 
Aunque la mayoría de los egipcios hacían su propia cerveza, el tráfico de barcos cargados de ánforas era intenso en el Nilo: suministran a las ciudades, villas y casas de los egipcios ricos, que adquirían su bebida favorita de una casa determinada, porque, como el vino, había diferentes añadas, según con el contenido de azúcar y el prestigio de la empresa cervecera. El adulterar el color de la cerveza se consideraba un delito, una ofensa a los dioses que podía castigarse con la muerte.
Para consumirla, la cerveza se vertía en jarras de uno o dos litros, y los amantes de la bebida usaban vasos de piedra, metal o loza. La cerveza oscura, Sejepet o Jenea, era la más común, la rubia, higit, estaba reservada para los días festivos. 
La cerveza a base de cebada o de trigo sigue siendo fabricada hoy en las orillas del Nilo, donde es conocido como Bouza. Esta bebida fermentada es intoxicante, incluso peligrosa, porque puede ser tóxica.

### Citas
1. 1 2 3 4  La Cerveza en el Antiguo Egipto
2. ↑  Gonzalez Gonzalez, Luis: El erotismo egipcio.
3. ↑  Herodoto: Euterpe capítulos 77 y 78.
4. ↑  Papiro Zózime.